# Schloss Sandau

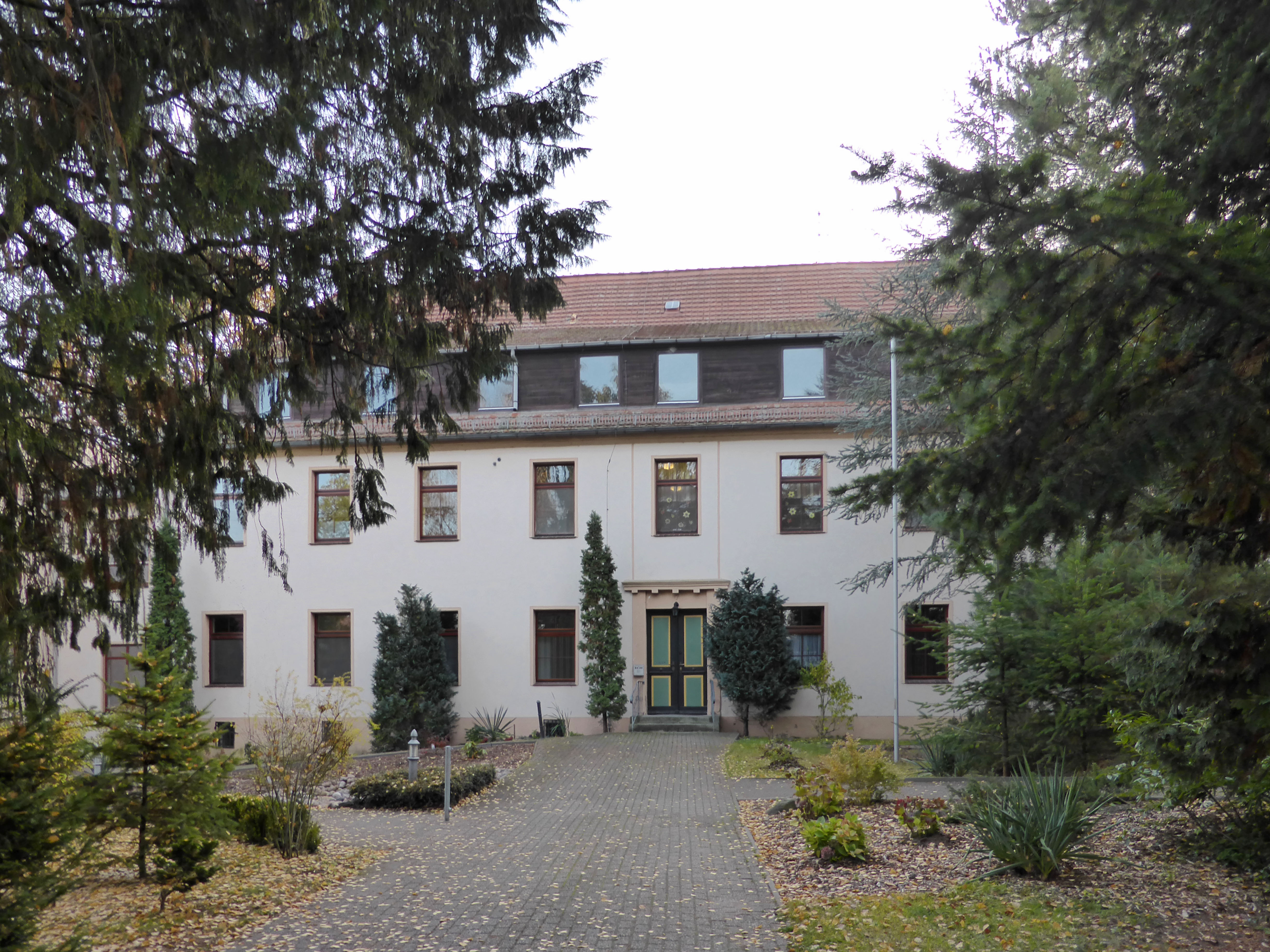
Eingangsseite

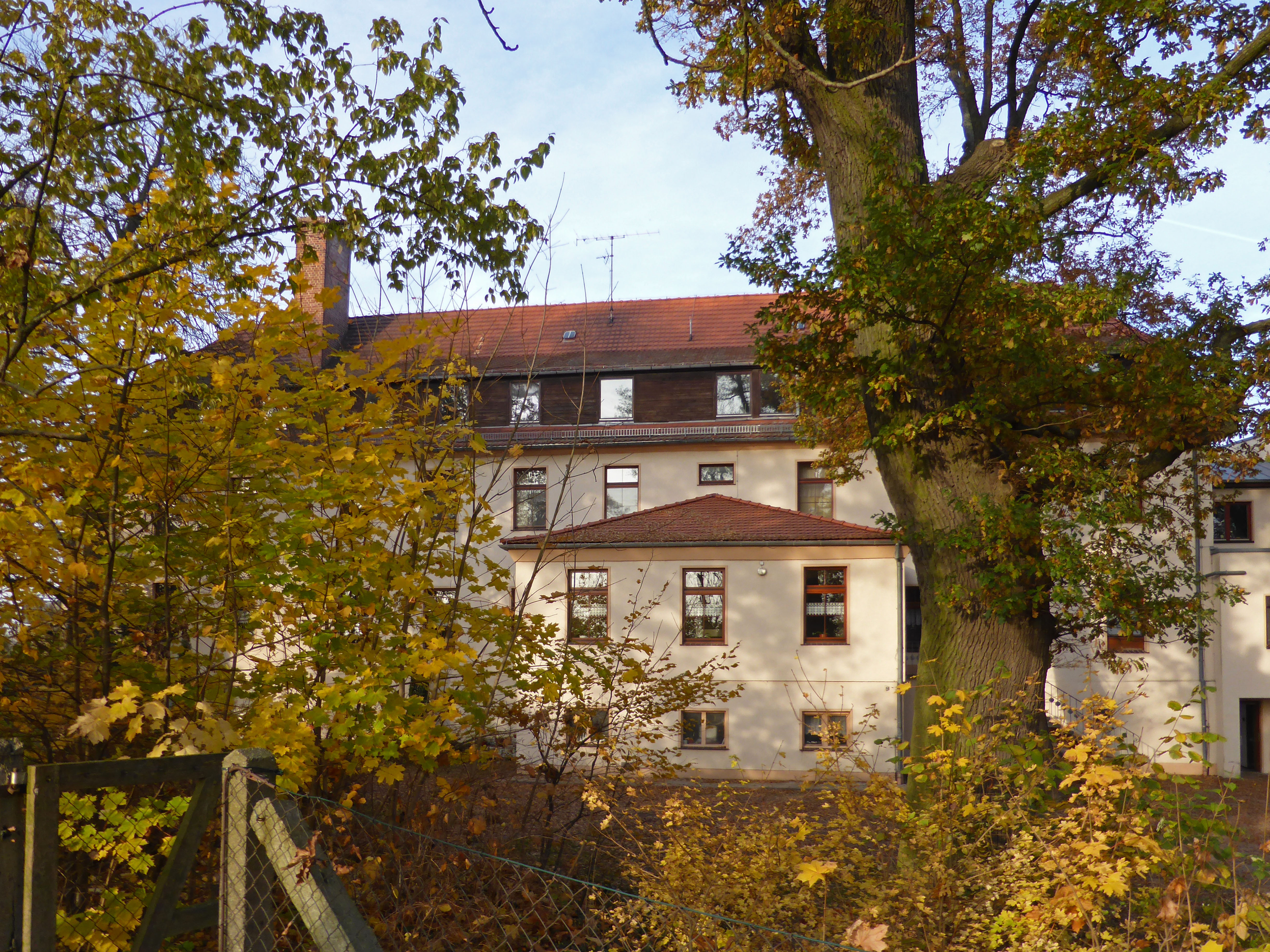
Rückseite

Das Schloss Sandau ist ein Bauwerk in Sandau, einer Stadt im Landkreis Stendal im Norden von Sachsen-Anhalt. Das Schloss befindet sich am Westrand der Stadt, unmittelbar hinter dem Elbdeich, und hat die Adresse Schloßstraße 1.

## Geschichte
1354 traten Ludwig der Römer und Otto, Markgrafen von Brandenburg, Stadt und Land Sandau an das Erzstift Magdeburg unter Erzbischof Otto ab.
1363 gründete der Magdeburger Erzbischof Dietrich von Portitz, der teilweise auch Theoderich genannt wurde, das Amt Sandau, zu dem mehrere Dörfer in der Umgebung von Sandau gehörten. Dazu ließ er ein Schloss als Sitz des Amtes Sandau und als seine Sommerresidenz erbauen. Er wählte als Standort des neuen Schlosses einen Platz am südwestlichen Rand der Stadt nahe der Elbe, wo es sich besser verteidigen ließ als die bisherige Burg Sandau, die weiter von der Stadt entfernt lag. 1367 wurde Fritz Bando als Hauptmann eingesetzt, 1370 setzte das Erzstift Magdeburg Hans von Redigstorff als Vogt ein.
1377 besetzten Ritter der Adelsgeschlechter von Rohr, von Quitzow und von Putlitz aus der Prignitz das Schloss und die Stadt Sandau. 1377 oder 1378, damals wird Albrecht von Sandow als Vogt des Schlosses Sandau erwähnt, gelang es dem Erzstift Magdeburg unter Führung seines Hauptmanns Meinhard von Schierstedt, das Schloss wieder in Besitz zu nehmen. 1382 fiel das Schloss unter Ludwig von Meißen nochmals in Feindeshand, konnte aber bald wieder zurückgewonnen werden.
1388 verpfändete Erzbischof Albrecht IV. von Querfurt das Amt Sandau an Henning Ringerslage, 1390 an die Brüder Copken und Rudolf von Königsmarck, und schließlich 1401 an Cuno von Quitzow, seine Söhne Dietrich und Hans, sowie seine Vettern Klaus und Kuno.
Erzbischof Günther II. von Schwarzburg löste Sandau wieder ein und verpfändete es 1406 an Günther von Levezo und Thiedecke Trost, anschließend an Claus von Quitzow und dessen Sohn, danach an Gebhard von Bodendick, Gebhard von Plotho und Heinrich Beier.
Unter dem Raubrittertum der Herren von Quitzow hatte Sandau in den folgenden Jahrzehnten oft zu leiden. 1410 eroberte Johann von Quitzow Schloss und Stadt Sandau und setzte seinen Vetter Claus von Quitzow zu Rühstädt als Hauptmann des Schlosses Sandau ein. 1414 konnte Friedrich I. (Brandenburg), der mit dem Erzbischof von Magdeburg verbündet war, das Schloss Sandau erobern und es kam wieder in den Besitz des Erzbistums Magdeburg. Jedoch bereits 1416 erstürmten und plünderten Gans von Putlitz und Balthasar von Wenden Sandau, das 1417 wieder an den Erzbischof von Magdeburg zurückkam.
Bereits in einer Urkunde von 1420 werden Herren von Quitzow als Pfandbesitzer von Sandau genannt. In diesem Jahr wurde Henning von Kracht zum Amtmann auf Schloss Sandau ernannt. 1421, man hatte inzwischen Frieden mit den Herren von Quitzow geschlossen, ist das Schloss Sandau in der Hand von Claus von Quitzow. 1425 verpfändete der Magdeburger Erzbischof Günther Schloss und Stadt Sandau an das Bistum Havelberg, 1445 nennt eine Urkunde Heinrich von Alvensleben als Herr auf Schloss Sandau.
1449 löste Erzbischof Friedrich III. das Schloss Sandau wieder ein und übertrug es 1458 an Dietrich und Hans von Plesse, und 1464 an Dietrich von Quitzow sowie Gotthard und Vicke von Plesse. Sein Nachfolger, der von 1464 an amtierende Erzbischof Johann von Pfalz-Simmern, klagte über die Gewalttaten der Sandauer Schlossherren Dietrich von Quitzow und Vicke von Plessen. Den beiden Adelsherren wurde vorgeworfen, von Sandau aus in den Ortschaften der Umgebung Vieh und Geld zu stehlen, und Menschen nach Sandau zu entführen, um Lösegeld zu erpressen. Einige der Gefangenen sollen sie auch ermordet und die Leichen in die Elbe geworfen haben. 1475 gelang es Erzbischof Johann, Sandau einzunehmen und Vicke von Plesse gefangen zu nehmen. Dietrich von Quitzow kam davon und nahm in den Folgejahren Rache, er plünderte und brandschatzte mehrmals Dörfer im Amt Sandau.
1482 schlossen Erzbischof Ernst II. von Sachsen und Dietrich von Quitzow durch Vermittlung von Kurfürst Albrecht von Brandenburg einen Vergleich, und der Erzbischof setzt Caspar von Kostitz als Hauptmann in Sandau ein.
1485 wurde das Amt Sandau mit dem Schloss an die Brüder Busso II. und Georg II. von der Schulenburg verpfändet, die beiden Söhne aus der zweiten Ehe von Busso I. von der Schulenburg mit Elisabeth von Alvensleben. 1496 erwarben die Brüder von der Schulenburg Sandau käuflich. Georg II. von der Schulenburg verstarb kinderlos. Hans VIII. von der Schulenburg, der mittlere Sohn von Busso II. von der Schulenburg, wurde Hauptmann zu Sandau. Nach seinem Tod blieb das Schloss Sandau noch bis 1560 im Besitz derer von der Schulenburg.
1540 war in Amt und Stadt Sandau die Reformation eingeführt worden. Von 1560 bis 1566 verpfändete Erzbischof Sigismund von Brandenburg das Amt Sandau an Matthias von Saldern, der bereits die Burg Plattenburg innehatte. Zu den nachfolgenden Amtmännern des Amtes Sandau gehören Hans von Ribbeck (1570), Georg von Langen (1589), Melchior von Arnstedt (1599), Johann von der Asseburg (1608 und 1614) und David von Heinicken (1620).
Im weiteren Verlauf des Dreißigjährigen Krieges sind keine Amtmänner für Sandau erwähnt. 1644 wurde das Schloss von kaiserlichen Truppen verwüstet. 1647 wird als Hauptmann des Amtes Sandau Nicolas von Zastro erwähnt, 1672 Hans Katte zu Wust (1633–1684).
Durch den Westfälischer Frieden, mit dem 1648 der Dreißigjährige Krieg beendet worden war, kam das Amt Sandau 1680 mit dem Herzogtum Magdeburg in das Kurfürstentum Brandenburg, wo es als königliches Amt zum 2. Distrikt des Jerichowscher Kreises gehörte. Von 1680 an wurden eine Reihe von Hauptmännern für das Amt Sandau eingesetzt, das Schloss Sandau diente als Amtshaus.
Bei dem großen Brand im Frühjahr 1695, der fast die ganze Stadt Sandau zerstörte, brannte auch das Schloss ab. 1803 brannte das Schloss abermals bis auf die Grundmauern nieder. Nach dem Wiener Kongress von 1816 kam das Amt Sandau an zum neugebildeten Landkreis Jerichow II. 1840 wurden in Sandau sechs Katholiken gezählt, 1905 waren es bereits 13.
Am 14. Oktober 1944 verstarb in Sandau der Besitzer des Schlosses, Edmund Rhomberg. Er hatte das Schloss der katholischen Kirche überschrieben, seine Frau Anna, eine Enkelin von Heinrich Bürkel, besaß im Schloss Wohnrecht auf Lebenszeit.
Im Zweiten Weltkrieg wurden im Dezember 1944 drei Schwestern des Ordens „Von der Göttlichen Vorsehung“ mit Waisenkindern aus einem zerstörten Kinderheim aus Dülken im Rheinland nach Sandau evakuiert und fanden Unterkunft im Schloss, das damals als Herrenhaus genutzt wurde.
Als im April 1945 US-amerikanisches Militär das westliche Ufer der Elbe erreicht hatte, jedoch eine in der Nähe von Sandau stationierte Einheit der Waffen-SS die Übergabe der Stadt Sandau unterbunden und einen US-amerikanischen Parlamentär erschossen hatte, begann am 13. April 1945 der zwölftägige Artilleriebeschuss durch die US-Truppen, der zur fast völligen Zerstörung der Stadt Sandau führte. Während eines Angriffs versprach Anna Rhomberg, das Schloss der katholischen Kirche zu übergeben, falls sie diesen überleben sollte. Am 25. April 1945 besetzten die US-Truppen die Stadt Sandau. Anna Rhomberg überlebte die Kampfhandlungen und übergab das Schloss 1947 der katholischen Kirche, die das Schloss als Kinderheim nutzte und noch 1947 im Schloss eine Kapelle einrichtete.
1957 musste das Kinderheim auf Druck der DDR-Organe geschlossen werden. Danach wurde 1959 im Schloss ein Altenpflegeheim eingerichtet, das noch heute als Caritas Altenpflegeheim St. Marien besteht und in Trägerschaft einer Caritas-Gesellschaft 58 Wohnplätze bietet. Da das Heim trotz mehrerer Modernisierungen nach der Wende nicht der bundesdeutschen Heimmindestbauverordnung entsprach, erfolgte 1999 die Grundsteinlegung für einen Erweiterungsbau, der am 1. Dezember 2000 eingeweiht wurde. 2001 folgte eine Sanierung des Altbaus. Im Schloss befindet sich eine katholische Kapelle, in der seitens der Pfarrei St. Elisabeth (Tangermünde) Gottesdienst gehalten wird. Sie gehört zum Dekanat Stendal des Bistums Magdeburg.